# Duilhac-sous-Peyrepertuse
Duilhac-sous-Peyrepertuse è un comune francese di 132 abitanti situato nel dipartimento dell'Aude nella regione dell'Occitania.

## Monumenti e luoghi d'interesse
- Castello di Peyrepertuse

## Società

### Evoluzione demografica
Abitanti censiti